# Liberate
Liberate – siódmy singel amerykańskiej, nu metalowej grupy Disturbed.

## Lista utworów
1. "Liberate" – 3:30